# Johann Steger (Maler)
Johann Steger (auch Stöger) (* in Augsburg) war ein in Böhmen tätiger Maler des 17. Jahrhunderts.
Johann Steger stammte aus Augsburg und heiratete 1663 in Wien, er wird dort 1665, 1666 und 1669 urkundlich erwähnt. Er malte 1677 die Fresken in der Kuppel und den 6 Kapellen der Marienwallfahrtskirche in Heiligenberg bei Olmütz (Svatý Kopeček), in der Josefskapelle befindet sich seine Signatur „Johann Stöger fecit“. Die Fresken wurden 1730 von Johann Christoph Handke restauriert und teilweise übermalt und erneut 1932 restauriert. Weitere Werke sind Fresken im Schloss des Fürstbischofs von Olmütz in Wischau (nicht erhalten) sowie ein Freskenzyklus mit der Legende des Hl. Romedius in der Romediuskapelle des gräflich Thunschen Schlosses in Choltitz bei Chrudim in Böhmen. Nach Stegers Vorlagen wurden auch mehrere graphische Blätter zu Dissertationen erstellt.